# Franklin Brown
Franklin Brown, artiestennaam van Franklin Kroonenberg (Rotterdam, 11 maart 1961) is een Nederlandse zanger. Hij werd vooral bekend dankzij zijn deelname aan het Eurovisiesongfestival van 1996.

## Carrière
In 1996 won Franklin Brown samen met Maxine het Nationaal Songfestival met het liedje De eerste keer. Het duo vertegenwoordigde daarop Nederland op het Eurovisiesongfestival in Oslo. Daar eindigden ze op de zevende plaats. De single De eerste keer behaalde de derde plaats in de Nederlandse hitlijsten en is daarmee een van de succesvolste songfestivalliedjes in Nederland. Na het songfestival gingen Maxine en Franklin Brown als soloartiesten verder.
In 2005 begon Brown op te treden met zijn eigen showorkest. The Las Vegas Show orchestra in een tienkoppig orkest onder leiding van Pieter van den Dolder en wordt regelmatig aangevuld met strijkers. Ook speelde Brown grote rollen in diverse shows van Frank Wentink in Studio 21 te Hilversum en heeft hij zijn eigen evenementen- en boekingsbureau opgezet, F.B. eye Productions.
Met zanger Mark Dakriet richtte hij de groep B.I.G. op, waar hij zanger Danny Sopacua bij haalde. Samen met Maxine was hij ook nog lid van het songfestivalgroepje The EuroStars. Ook de ex-songfestivaldeelnemers Marlayne, Esther Hart en Mandy Huydts maken deel uit van deze groep.
In 2007 namen Franklin Brown en Maxine voor het eerst in elf jaar weer een nieuwe single en cd op. De single werd gecomponeerd door John Ewbank en de tekst geschreven door Franklin Brown. De cd is getiteld Steeds weer. In 2011 schreef Franklin Brown samen met pianist Fred van Straten het liedje Me again voor de speelfilm De Heineken Ontvoering. Franklin zong in deze film dit lied en verscheen op het podium als 'De Jazzzanger' samen met Rutger Hauer, die de rol van Freddy Heineken vertolkte. Op 30 april 2012 verscheen de nieuwste single van het duo Franklin & Maxine getiteld Balsem voor het hart, geproduceerd door Piet Souer, die eerder de hitsingle De eerste keer voor het duo schreef.
2016 was het jubileum jaar voor het songfestivalduo. Ter gelegenheid van het 20-jarig jubileum werd de hit De eerste keer opnieuw opgenomen, in samenwerking met Edwin Evers die onder de naam BICKEL een rap voor deze uitvoering schreef en inzong.
In 2014 werd Brown zanger van de jazzband Tiny Little Bigband.
In 2020 deed Brown mee aan een songfestival-editie van Beste Zangers.
In 2021 bracht het duo Franklin en Maxine in het tv-programma Even tot hier een satirische variant op het liedje De eerste keer onder de titel Het is niet de eerste keer over bewindslieden die steeds in de fout gaan met het in acht nemen van coronamaatregelen. In mei 2021 waren ze te gast in Koffietijd.
In 2024 bracht het duo de single Weekendje in Parijs uit. Dit nummer is geschreven door Tessa Boomkamp met teksten van Tessa en Franklin Brown.
In 202 zong Brown samen met zijn nichtje Naomi in het televisieprogramma DNA Singers.

### Politieagent
Brown werkte in de jaren 1980 en jaren 1990 voor de Rotterdamse politie als agent. Nadat diverse vrouwelijke collega's hem hadden beschuldigd van ongewenste seksuele intimiteiten op het werk, werd hij ontslagen. In hoger beroep werd hij in 1998 veroordeeld tot twee maanden voorwaardelijke celstraf. Volgens Brown waren de intimiteiten overigens onderdeel van de werkcultuur. Een vrouwelijke collega die hem seksueel getinte e-mails had gestuurd, werd later ook ontslagen, mede omdat zij een valse verklaring zou hebben afgelegd.

### Stemacteur
In 2019 sprak Brown de stem in van Matthias voor de film Frozen II en in 2021 de Nederlandse stem van koning T'Chaka voor de animatieserie What If...? In 2022 sprak hij de Nederlandse stem in van Commandant Burnside voor de film Lightyear en de Tweede Geest voor de film Scrooge: A Christmas Carol. Tevens sprak Brown de Nederlandse stem in van Stan Edgar in de Prime Video-televisieserie The Boys.
- Gemeinsame Normdatei: 135235782
- International Standard Name Identifier: 0000 0000 5657 7651
- MusicBrainz: 2348de6b-391e-4fb1-b678-750a18312c98
- Virtual International Authority File: 80050338
- WorldCat: E39PBJrWFXGxfw48JyTbrFDcyd

1956: Jetty Paerl + Corry Brokken · 
1957: Corry Brokken · 
1958: Corry Brokken · 
1959: Teddy Scholten · 
1960: Rudi Carrell · 
1961: Greetje Kauffeld · 
1962: De Spelbrekers · 
1963: Annie Palmen · 
1964: Anneke Grönloh · 
1965: Conny Vandenbos · 
1966: Milly Scott · 
1967: Thérèse Steinmetz · 
1968: Ronnie Tober · 
1969: Lenny Kuhr · 
1970: Hearts of Soul · 
1971: Saskia & Serge · 
1972: Sandra & Andres · 
1973: Ben Cramer · 
1974: Mouth & MacNeal · 
1975: Teach-In · 
1976: Sandra Reemer · 
1977: Heddy Lester · 
1978: Harmony · 
1979: Xandra · 
1980: Maggie MacNeal · 
1981: Linda Williams · 
1982: Bill van Dijk · 
1983: Bernadette · 
1984: Maribelle · 
1986: Frizzle Sizzle · 
1987: Marcha · 
1988: Gerard Joling · 
1989: Justine Pelmelay · 
1990: Maywood · 
1992: Humphrey Campbell · 
1993: Ruth Jacott · 
1994: Willeke Alberti · 
1996: Maxine & Franklin Brown · 
1997: Mrs. Einstein · 
1998: Edsilia Rombley · 
1999: Marlayne · 
2000: Linda Wagenmakers · 
2001: Michelle · 
2003: Esther Hart · 
2004: Re-union · 
2005: Glennis Grace · 
2006: Treble · 
2007: Edsilia Rombley · 
2008: Hind · 
2009: Toppers · 
2010: Sieneke · 
2011: 3JS · 
2012: Joan Franka · 
2013: Anouk · 
2014: The Common Linnets · 
2015: Trijntje Oosterhuis · 
2016: Douwe Bob ·
2017: OG3NE · 
2018: Waylon · 
2019: Duncan Laurence · 
2021: Jeangu Macrooy · 
2022: S10 ·
2023: Mia Nicolai & Dion Cooper ·
2024: Joost Klein ·
2025: Claude